# 미와촌 (도치기현)
미와촌(三和村)은 도치기현의 남서부 아시카가군에 속했던 촌이다. 

## 역사
- 1889년 4월 1일 - 정촌제 시행에 의해 아시카가군 미와촌이 성립하였다.
- 1955년 3월 31일 - 오마타정, 하지카정과 함께 사카니시정이 되었다.
- 1962년 10월 1일 - 사카니시정이 미쿠리야정과 함께 아시카가시에 편입되었다.

## 참고문헌
- 『栃木県町村合併誌 第三巻下』 栃木県、1956年3月。